# Папоротная (приток Сабицы)

Папоротная — река в России, протекает по Лужскому району Ленинградской области.
Исток — юго-восточнее озера Папоротно. Течёт на северо-запад вдали от населённых пунктов. Устье реки находится в 15 км по левому берегу реки Сабица, восточнее деревни Большие Сабицы. Длина реки составляет 12 км.

## Данные водного реестра
По данным государственного водного реестра России относится к Балтийскому бассейновому округу, водохозяйственный участок реки — Луга от в/п Толмачево до устья, речной подбассейн реки — подбассейн отсутствует. Относится к речному бассейну реки Нарва (российская часть бассейна).
По данным геоинформационной системы водохозяйственного районирования территории РФ, подготовленной Федеральным агентством водных ресурсов:
- Код водного объекта в государственном водном реестре — 01030000612102000026329
- Код по гидрологической изученности (ГИ) — 102002632
- Код бассейна — 01.03.00.006
- Номер тома по ГИ — 2
- Выпуск по ГИ — 0